# Irak na Letnich Igrzyskach Paraolimpijskich 2008
Irak na Letnich Igrzyskach paraolimpijskich w Pekinie reprezentowało 20 zawodników.

## Medale

### Srebro
- Mohsin Rasool - podnoszenie ciężarów, kategoria poniżej 65 kg

### Brąz
- Thaer al-Ali - podnoszenie ciężarów, kategoria poniżej 82,5 kg